# MAMA Awards
Die MAMA Awards (bis 2021 Mnet Asian Music Awards) ist eine Veranstaltung in Südostasien, die Musiker im K-Pop-Bereich für besondere musikalische Leistungen auszeichnet.

## Geschichte
Die erste Preisverleihung fand 1999 unter dem Namen Mnet Video Music Awards statt. Damals waren die Mnet Video Music Awards die einzige koreanische Awardshow. Zum zehnjährigen Jubiläum 2009 wurden die Mnet Km Music Festival (MKMF) zu Mnet Asian Music Awards umbenannt.
Im November 2010 fanden die Awards erstmals außerhalb Südkoreas, in Macau statt. Von 2012 bis 2016 fanden sie ausschließlich in Hongkong statt. 2017 wurden die Preise erstmal an vier Tagen und in drei verschiedenen Städten verliehen.
Im Jahr 2022 erhielt die Preisverleihung seinen heutigen Namen.

### Ehemalige Namen
- Mnet Video Music Awards (Mnet 영상음악대상, 1999)
- Mnet Music Video Festival (MMF, 2000–03)
- Mnet Km Music Video Festival (MKMF, 2004–05)
- Mnet Km Music Festival (MKMF, 2006–08)
- Mnet Asian Music Awards (2009–2021)

## Veranstaltungen
| Jahr                                | Datum                    | Stadt, Land                   | Arena                                      | Moderation                                                          | Ref                     |
| Mnet Video Music Awards             | Mnet Video Music Awards  | Mnet Video Music Awards       | Mnet Video Music Awards                    | Mnet Video Music Awards                                             | Mnet Video Music Awards |
| ----------------------------------- | ------------------------ | ----------------------------- | ------------------------------------------ | ------------------------------------------------------------------- | ----------------------- |
| 1999 (1.)                           | Samstag, 27. November    | Seoul, Südkorea               | Little Angels Arts Center                  | Choi Hal-li                                                         | [ 6 ]                   |
| Mnet Music Video Festival (MMF)     |                          |                               |                                            |                                                                     | [ 6 ]                   |
| 2000 (2.)                           | Freitag, 24. November    | Seoul, Südkorea               | Little Angels Arts Center                  | Cha Tae-hyun and Kim Hyun-joo                                       | [ 6 ]                   |
| 2001 (3.)                           | Freitag, November 23     | Seoul, Südkorea               | Little Angels Arts Center                  | Cha Tae-hyun and Song Hye-kyo                                       | [ 6 ]                   |
| 2002 (4.)                           | Freitag, 29. November    | Seoul, Südkorea               | Little Angels Arts Center                  | Shin Dong-yup and Kim Jung-eun                                      | [ 6 ]                   |
| 2003 (5.)                           | Donnerstag, 27. November | Seoul, Südkorea               | Kyung Hee University                       | Cha Tae-hyun and Sung Yu-ri                                         | [ 6 ]                   |
| Mnet Km Music Video Festival (MKMF) |                          |                               |                                            |                                                                     | [ 6 ]                   |
| 2004 (6.)                           | Samstag, 4. Dezember     | Seoul, Südkorea               | Kyung Hee University                       | Shin Dong-yup and Kim Jung-eun                                      | [ 6 ]                   |
| 2005 (7.)                           | Sonntag, 27. November    | Seoul, Südkorea               | Olympic Gymnastics Arena                   | Shin Dong-yup and Kim Ah-joong                                      | [ 6 ]                   |
| Mnet Km Music Festival (MKMF)       |                          |                               |                                            |                                                                     | [ 6 ]                   |
| 2006 (8.)                           | Samstag, 25. November    | Seoul, Südkorea               | Olympic Gymnastics Arena                   | Shin Dong-yup and Kim Ok-bin                                        |                         |
| 2007 (9.)                           | Samstag, 17. November    | Seoul, Südkorea               | Olympiastadion Seoul                       | Shin Dong-yup and Lee Da-hae                                        |                         |
| 2008 (10.)                          | Samstag, 15. November    | Seoul, Südkorea               | Olympiastadion Seoul                       | Rain                                                                |                         |
| Mnet Asian Music Awards (MAMA)      |                          |                               |                                            |                                                                     |                         |
| 2009 (11.)                          | Samstag, 21. November    | Seoul, Südkorea               | Olympiastadion Seoul                       | Tiger JK                                                            | [ 7 ]                   |
| 2010 (12.)                          | Sonntag, 28. November    | Macau, China                  | Cotai Arena                                |                                                                     | [ 8 ]                   |
| 2011 (13.)                          | Dienstag, 29. November   | Singapur, Singapur            | Singapore Indoor Stadium                   | Lee Byung-hun                                                       | [ 9 ]                   |
| 2012 (14.)                          | Freitag, 30. November    | Hongkong, Volksrepublik China | Hong Kong Convention and Exhibition Centre | Song Joong-ki                                                       | [ 10 ]                  |
| 2013 (15.)                          | Freitag, 22. November    | Hongkong, Volksrepublik China | AsiaWorld-Arena                            | Lee Seung-gi                                                        | [ 11 ]                  |
| 2014 (16.)                          | Mittwoch, 3. Dezember    | Hongkong, Volksrepublik China | AsiaWorld-Arena                            | Song Seung-heon                                                     | [ 12 ]                  |
| 2015 (17.)                          | Mittwoch, 2. Dezember    | Hongkong, Volksrepublik China | AsiaWorld-Arena                            | Psy                                                                 | [ 13 ]                  |
| 2016 (18.)                          | Freitag, 2. Dezember     | Hongkong, Volksrepublik China | AsiaWorld-Arena                            | Lee Byung-hun                                                       | [ 14 ]                  |
| 2017 (19.)                          | Samstag, 25 November     | Ho-Chi-Minh-Stadt, Vietnam    | Hoa Binh-Theater                           | Thu Minh (Vietnam) Park Bo-gum (Japan) Song Joong-ki (Hongkong)     | [ 15 ] [ 16 ] [ 17 ]    |
| 2017 (19.)                          | Mittwoch, 29. November   | Yokohama, Japan               | Yokohama Arena                             | Thu Minh (Vietnam) Park Bo-gum (Japan) Song Joong-ki (Hongkong)     | [ 15 ] [ 16 ] [ 17 ]    |
| 2017 (19.)                          | Donnerstag, 30. November | Hongkong, China               | W Hotel Hongkong                           | Thu Minh (Vietnam) Park Bo-gum (Japan) Song Joong-ki (Hongkong)     | [ 15 ] [ 16 ] [ 17 ]    |
| 2017 (19.)                          | Freitag, 1. Dezember     | Hongkong, China               | AsiaWorld-Arena                            | Thu Minh (Vietnam) Park Bo-gum (Japan) Song Joong-ki (Hongkong)     | [ 15 ] [ 16 ] [ 17 ]    |
| 2018 (20.)                          | Montag, 10. Dezember     | Seoul, Südkorea               | Dongdaemun Design Plaza                    | Jung Hae-in (Südkorea) Park Bo-gum (Japan) Song Joong-ki (Hongkong) | [ 18 ] [ 19 ] [ 20 ]    |
| 2018 (20.)                          | Mittwoch, 12. Dezember   | Saitama, Japan                | Saitama Super Arena                        | Jung Hae-in (Südkorea) Park Bo-gum (Japan) Song Joong-ki (Hongkong) | [ 18 ] [ 19 ] [ 20 ]    |
| 2018 (20.)                          | Freitag, 14. Dezember    | Hongkong, China               | AsiaWorld-Arena                            | Jung Hae-in (Südkorea) Park Bo-gum (Japan) Song Joong-ki (Hongkong) | [ 18 ] [ 19 ] [ 20 ]    |
| 2019 (21.)                          | Mittwoch, 4. Dezember    | Nagoya, Japan                 | Nagoya Dome                                | Park Bo-gum                                                         | [ 21 ]                  |
| 2020 (22.)                          | Sonntag, 6. Dezember     | Paju, Südkorea                | CJ ENM Contents World (Online-Event)       | Song Joong-ki                                                       | [ 22 ] [ 23 ]           |
| 2021 (23.)                          | Samstag, 11. Dezember    | Paju, Südkorea                | CJ ENM Contents World                      | Lee Hyori                                                           | [ 24 ]                  |
| MAMA Awards                         |                          |                               |                                            |                                                                     |                         |
| 2022 (24.)                          | 29. – 30. November 2022  | Ōsaka                         | Kyocera Dome                               | Jeon Somi & Park Bo-gum                                             | [ 5 ] [ 25 ]            |
| 2023 (25.)                          | 28. – 29. November 2023  | Tokio                         | Tokyo Dome                                 |                                                                     | [ 26 ]                  |

## Meiste Auszeichnungen

### Daesang
| Musiker      | Preise | Erste Auszeichnung | Aktuelle Auszeichnung |
| ------------ | ------ | ------------------ | --------------------- |
| BTS          | 17     | 2016               | 2021                  |
| Exo          | 6      | 2013               | 2017                  |
| Big Bang     | 5      | 2006               | 2015                  |
| 2NE1         | 4      | 2009               | 2011                  |
| Super Junior | 3      | 2007               | 2012                  |
| TVXQ         | 3      | 2005               | 2008                  |
| Twice        | 3      | 2016               | 2018                  |
| G-Dragon     | 2      | 2009               | 2013                  |
| SG Wannabe   | 2      | 2006               | 2006                  |
| BoA          | 2      | 2000               | 2004                  |
| H.O.T.       | 2      | 1999               | 2000                  |

## Ähnliche Awards
- Golden Disk Awards (Südkorea)